# عدد مرسين المزدوج
في الرياضيات، عدد ميرسن المزدوج هو عدد لميرسن يكتب على الشكل التالي :
{\displaystyle M_{M_{p}}=2^{2^{p}-1}-1}.